# Воеводский, Платон Васильевич
Платон Васильевич Воеводский (1818, Бельский уезд, Смоленская губерния — 18 [30] ноября 1885) — русский морской офицер, вице-адмирал (1874). Георгиевский кавалер, участник Крымской войны и обороны Севастополя. Вице-директор департамента Корабельных лесов и Инспекторского департамента морского министерства. Член главного военно-морского суда.

## Биография

Герб дворянского рода Воеводских.

Родился в селе Юрьево Бельского уезда Смоленской губернии в семье местных помещиков: отставного армейского подпоручика Василия Гавриловича Воеводского и его супруги Анны Степановны, сестры адмирала Павла Нахимова.

## Служба
Образование получил в Морском кадетском корпусе. 15 февраля 1835 года произведен в гардемарины. Окончил Морской корпус с производством 23 декабря 1835 года в мичманы.  
В кампанию 1837 года на фрегате «Агатополь» крейсировал у абхазских берегов. В 1837-1838 годах на корвете «Орест» перешел из Николаева в Константинополь и Архипелаг и обратно. В 1839 году на корабле «Память Евстафия» участвовал при занятии Субаши и 7 июня 1839 года был награжден за отличие орденом Св. Анны IV степени с надписью «За храбрость». В 1840-1843 годах на фрегате «Флора», корабле «Трех Святителей» и бриге «Телемак» крейсировал у абхазских берегов. 19 апреля 1842 года произведен в лейтенанты.  
В 1843-1844 годах на шхуне «Вестник» перешел из Одессы в Константинополь и Архипелаг и обратно. В кампанию 1845 года на фрегате «Мидия» и корвете «Андромаха» крейсировал между Севастополем и Одессой. В 1845-1846 годах на корвете «Андромаха» перешел из Одессы в Константинополь и Архипелаг и обратно. В 1847-1849 годах на корабле «Трех Святителей» и фрегате «Мидия» крейсировал между Севастополем и Одессой и у восточного побережья Чёрного моря.  
21 декабря 1849 года произведен в капитан-лейтенанты. В 1850-1852 годах командовал 16-пуш. шхуной «Ласточка» и бригом «Орфей» у восточного побережья Чёрного моря. В 1852-1853 годах, командуя бригом «Орфей», перешел из Одессы в Константинополь и Архипелаг и крейсировал в Средиземном и Адриатическом морях. 26 ноября 1853 года «за беспорочную выслугу, в офицерских чинах, в 18-ти морских кампаний» награжден орденом Св. Георгия IV степени с надписью «18 камп.». 
В 1854 году командовал фрегатом «Сизополь» и 84-х пушечным линейным кораблем «Ростислав» на севастопольском рейде, вплоть до его затопления в Севастопольской бухте для воспрепятствования входу вражеской эскадры. 6 декабря 1854 года произведен в капитаны 2-го ранга. Перешёл на наземные бастионы и в 1854-1855 годах участвовал в обороне Севастополя. За отличие награжден орденом Св. Владимира IV степени с мечами и бантом, орденом Св. Станислава II степени с мечами и императорской короной. 2 июля 1855 года «за отличие, оказанное при втором усиленном бомбардировании неприятелем Севастополя» награжден орденом Св. Анны II степени с мечами.  8 июня 1855 года назначен дежурным штаб-офицером штаба командира Севастопольского порта.
В кампанию 1856 года командовал линейным кораблем «Прохор» и корветом «Удав» в Балтийском море и 40-м флотским экипажем. 26 марта 1856 года назначен командиром фрегата «Громобой» и командующим 7-м флотским экипажем. 26 августа 1856 года произведен в капитаны 1-го ранга. В кампанию 1857 года, командуя фрегатом «Громобой», перешел из Гельсингфорса в Кронштадт.
4 ноября 1857 года назначен вице-директором департамента Корабельных лесов. 17 апреля 1858 года пожалован короной к ордену Св. Анны II степени. 29 сентября 1858 года назначен вице-директором Инспекторского департамента. 17 апреля 1860 года награжден орденом Св. Владимира III степени. 17 апреля 1862 года пожалована табакерка с бриллиантами и вензелем императора Александра II. 17 апреля 1863 года пожалована аренда в восемьсот рублей на двенадцать лет. 19 апреля 1864 года произведен в контр-адмиралы с оставлением в должности вице-директора. В том же году пожалован крест «За службу на Кавказе». 27 марта 1866 года награжден орденом Св. Станислава I степени. 31 марта 1868 года награжден орденом Св. Анны I степени с пожалованием 16 апреля 1872 года императорской короны к ордену. 1 января 1874 года произведен в вице-адмиралы с назначением членом главного военно-морского суда.
Похоронен на Смоленском кладбище в Санкт-Петербурге. 